# Physicians for Human Rights
Physicians for Human Rights (PHR) — международная правозащитная организация, основанная в 1986 году небольшой группой американских медиков, которые намеревались использовать свой врачебный авторитет для освещения ситуации с нарушением прав человека, а также — для оказания помощи пострадавшим. Одной из первых миссий организации был мониторинг ситуации с правами человека в Чили во времена правления Пиночета. С тех пор PHR провела полевые расследования в более чем 40 странах.
В настоящее время PHR уделяет особое внимание:
- зверствам против гражданского населения в течение вооружённых конфликтов
- насилию против женщин, особенно — изнасилованиям как методу войны
- пыткам и произволу в отношении заключённых
- расовой, этнической или половой дискриминации при использовании системы здравоохранения

## Правозащитная активность
- В августе 1998 года в виде иллюстрированной книги был выпущен доклад «Война Талибана против женщин: кризис здравоохранения и прав человека в Афганистане»[2].
- В 2002 году Всемирная организация здравоохранения на основе документов, предоставленных PHR обнародовала доклад «Медико-санитарные условия проживания арабского населения на оккупированных арабских территориях, включая Палестину, и оказание ему помощи»[3]
- В 2007 году совместно с правозащитной организацией Human Rights First опубликовала подробный отчет о силовых методах воздействия на узников в секретных тюрьмах ЦРУ[4]
- В 2009 году организация обвинила медицинский персонал ЦРУ в разработке методов истязаний узников концентрационного лагеря в Гуантанамо (тюрьма).
- В июне 2010 года выпустила доклад о соучастии врачей в применении расширенных методов допроса к узникам секретных тюрем ЦРУ[5]
- В июне 2011 года PHR издала доклад о заключённых и задержанных в израильских тюрьмах, содержащихся в одиночном заключении[6]